# Pierrette Mari
Pierrette Mari est une compositrice et musicographe française née à Nice le 1er août 1929.

## Biographie
Fille du journaliste Dominique Jules Mari, auteur des chansons du carnaval de Nice, Pierrette Mari étudie la musique au conservatoire de Nice (1943-1946), et obtient quatre prix (piano, solfège, histoire de la musique, harmonie). Entrée au Conservatoire national de musique à Paris en 1950, dans les classes de Noël Gallon, Tony Aubin et Olivier Messiaen, elle remporte un premier prix de contrepoint en 1953, et un premier prix de fugue l'année suivante. En 1956, elle obtient de l'Autriche une bourse pour participer au colloque Musique et Théâtre à Salzbourg. Critique pour des journaux et revues musicales, elle a écrit plusieurs biographies : Olivier Messiaen, Béla Bartók et Henri Dutilleux (2 biographies en 1974 et 1988). À partir de 1977, elle enseigne à l'Université Paris Sorbonne-Paris IV où après un double C.A d’État (histoire de la musique et esthétique), elle est titularisée en 1981.

## Récompenses
- 1946 : Prix de la Ville de Nice
- 1961 : Premier prix de la mélodie française, de l'Union Nationale des Arts

## Choix d'œuvres
- Psaumes, pour récitant et orchestre (1954)
- Divertissement pour flûte et orchestre (1954)
- Le Sous-Préfet aux champs (1956)
- Trois Mouvements pour cordes
- Concerto pour guitare (1971)
- Les Travaux d'Hercule (1973)
- Dialogue avec Louise Labé, pour voix et cordes (1979)
- Ciel de bruyère pour alto et piano (1981)
- Escalades sur un piano, six pièces pour piano dédiées à Maurice Herzog
- Hommage à Jacques Toja, pour orchestre (2003)
- Dans l'espace figé, mélodie sur un poème d'Andrée Brunin (2012)

## Écrits
- Olivier Messiaen, Ed. Seghers, 1965
- Béla Bartók, Ed. Hachette, 1970
- Henri Dutilleux, Ed. Hachette, 1974

## Enregistrement
- Escalades sur un piano, œuvres pour piano par Jean Dubé, CIAR Classics 019, 2024